# Dom dziecka

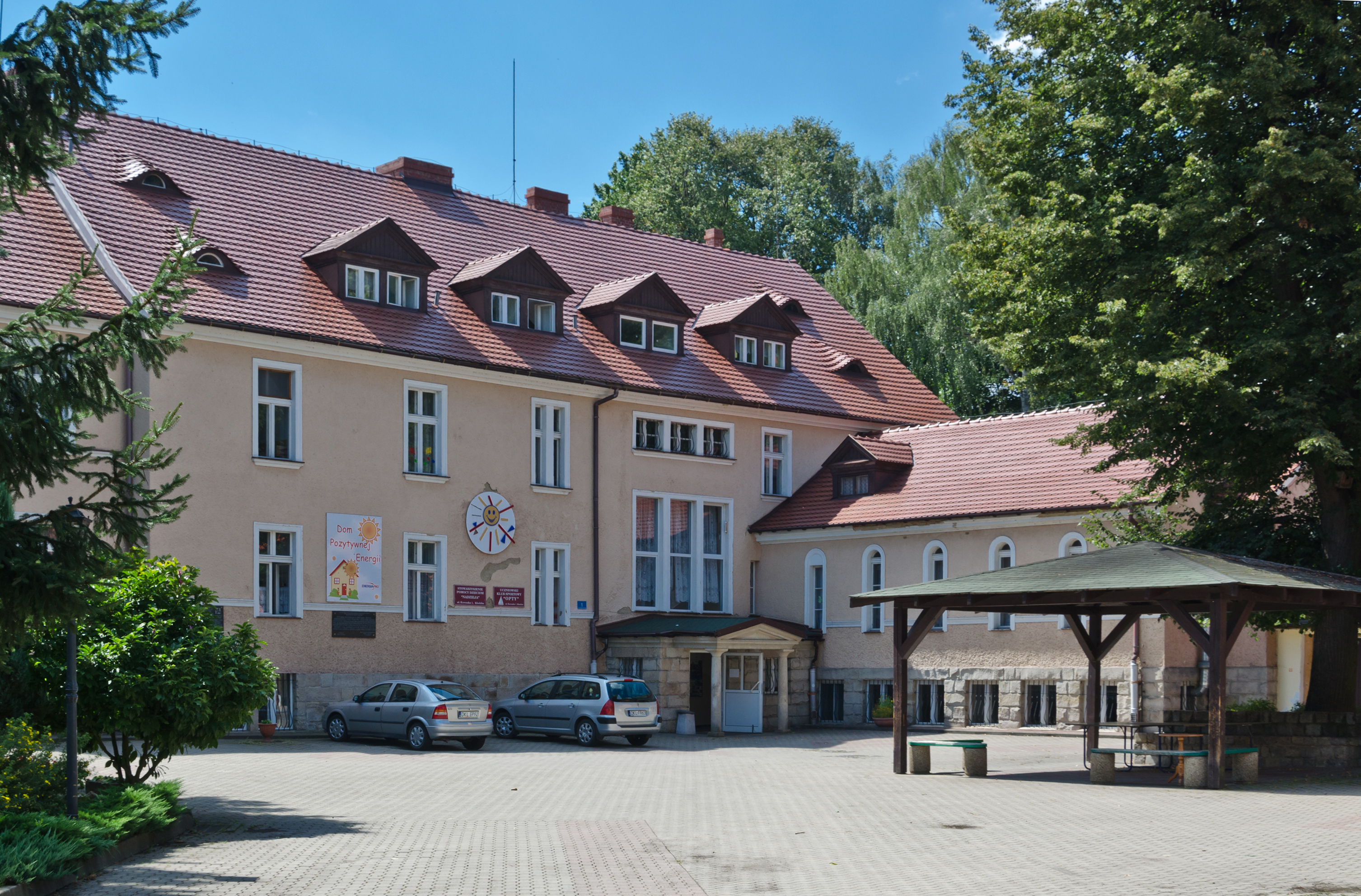
Dom dziecka w Kłodzku

Dom dziecka (dawniej także sierociniec) – całodobowa placówka opiekuńczo-wychowawcza typu socjalizacyjnego.
Do domów dziecka kierowane są dzieci i młodzież, których potrzeby stale lub okresowo nie mogą być zaspokajane w domu rodzinnym. Oznacza to, że domy dziecka są powołane do istnienia nie tylko dla sierot, ale także dla dzieci i młodzieży zaniedbanych środowiskowo, których rodzina nie wywiązuje się z powierzonych zadań. Takie dzieci i młodzież nazywane są wtedy sierotami społecznymi. Według badań GUS-u, w roku 1997 istniało w Polsce 351 domów dziecka, w których przebywało prawie 18 tysięcy dzieci i młodzieży. Tylko ok. 3% z tej liczby stanowiły sieroty naturalne.
Zasady funkcjonowania instytucjonalnej pieczy zastępczej określa ustawa o wspieraniu rodziny i systemie pieczy zastępczej i wydane do niej rozporządzenie Ministra Pracy i Polityki Społecznej z dnia 22 grudnia 2011 r. w sprawie instytucjonalnej pieczy zastępczej (Dz.U. z 2025 r. poz. 395).
Placówka opiekuńczo-wychowawcza:
1. zapewnia dziecku całodobową opiekę i wychowanie oraz zaspokaja jego niezbędne potrzeby, w szczególności emocjonalne, rozwojowe, zdrowotne, bytowe, społeczne i religijne
2. realizuje przygotowany we współpracy z asystentem rodziny plan pomocy dziecku
3. umożliwia kontakt dziecka z rodzicami i innymi osobami bliskimi, chyba że sąd postanowi inaczej
4. podejmuje działania w celu powrotu dziecka do rodziny
5. zapewnia dziecku dostęp do kształcenia dostosowanego do jego wieku i możliwości rozwojowych
6. obejmuje dziecko działaniami terapeutycznymi
7. zapewnia korzystanie z przysługujących świadczeń zdrowotnych.